# Cahielnia (rejon homelski)
Cahielnia (biał. Цагельня; ros. Цагельня, Cagielnia) – osiedle na Białorusi, w obwodzie homelskim, w rejonie homelskim, w sielsowiecie Prybytki.
Znajduje się tu stacja kolejowa Uć, położona na linii Homel - Czernihów.